# European Sports Media
European Sports Media (ESM) to europejskie stowarzyszenie związane z mediami piłkarskimi.

## Członkowie ESM
Członkowie tej grupy każdego miesiąca wybierają europejską „Drużynę Miesiąca” oraz corocznie europejską „Drużynę Roku”.
Członkami założycielskimi ESM byli:
- A Bola (Portugalia)
- Don Balón (Hiszpania)
- Foot Magazine (Belgia)
- Kicker (Niemcy)
- La Gazzetta dello Sport (Włochy)
- Onze Mondial (Francja)
- Sport magzine (Szwajcaria)
- Voetbal international (Holandia)
- World Soccer (Wielka Brytania)

W 1997 roku Onze Mondial zostało zastąpione przez France Football jako reprezentant Francji. W 1999 roku Sport magzine ogłosiło upadłość. Przed sezonem 2001/02 France Football opuściło grupę. Na początku 2002 roku do ESM dołączył Sport Express (Rosja). Na początku 2003 roku Fanatik (Turcja) zostało kolejnym członkiem grupy. Latem 2003 roku Tipsbladet (Dania) zostało włączone do ESM.
W styczniu 2006 roku ESM obejmowało:
- A Bola (Portugalia)
- Don Balón (Hiszpania)
- Fanatik (Turcja)
- Foot Magazine (Belgia)
- Kicker (Niemcy)
- La Gazzetta dello Sport (Włochy)
- Sport-Express (Rosja)
- Tipsbladet (Dania)
- ELF Voetbal (Holandia)
- World Soccer (Wielka Brytania)

W 2004 roku do ESM dołączyło Afrique Football (Francja).
W 2007 roku Soccer Weekly z Chin zostało pierwszym członkiem ESM spoza Europy.

## Obecni członkowie ESM
- A Bola (Portugalia)
- Fanatik (Turcja)
- Frankfurter Allgemeine Zeitung (Niemcy)
- La Gazzetta dello Sport (Włochy)
- Kicker (Niemcy)
- Marca (Hiszpania)
- Nemzeti Sport (Węgry)
- SO FOOT (Francja)
- Sport Express (Rosja)
- Sport Magazine (Belgia)
- telesport (Holandia)
- Tipsbladet (Dania)
- Voetbal International (Holandia)
- World Soccer (Wielka Brytania)

## Złoty But ESM
Od 1996 roku ESM przyznaje najlepszemu napastnikowi w Europie nagrodę „Złotego Buta”.

## Drużyna roku ESM

### 1994/95
| Bramkarz   | Obrońcy                                                  | Pomocnicy                                     | Napastnicy                                  |
| ---------- | -------------------------------------------------------- | --------------------------------------------- | ------------------------------------------- |
| Vítor Baía | Danny Blind Paolo Maldini Frank Rijkaard Matthias Sammer | Michael Laudrup Jari Litmanen Gianfranco Zola | Jürgen Klinsmann Alan Shearer Iván Zamorano |

### 1995/96
| Bramkarz          | Obrońcy                                               | Pomocnicy                                            | Napastnicy               |
| ----------------- | ----------------------------------------------------- | ---------------------------------------------------- | ------------------------ |
| Edwin van der Sar | Laurent Blanc Danny Blind Frank de Boer Paolo Maldini | Alessandro Del Piero Jari Litmanen Raí Mehmet Scholl | Éric Cantona George Weah |

### 1996/97
| Bramkarz       | Obrońcy                                                     | Pomocnicy                                                        | Napastnicy          |
| -------------- | ----------------------------------------------------------- | ---------------------------------------------------------------- | ------------------- |
| Angelo Peruzzi | Jocelyn Angloma Roberto Carlos Ciro Ferrara Fernando Hierro | Alessandro Del Piero Luis Enrique Raúl González Clarence Seedorf | Ronaldo Davor Šuker |

### 1997/98
| Bramkarz       | Obrońcy                                                   | Pomocnicy                                                       | Napastnicy              |
| -------------- | --------------------------------------------------------- | --------------------------------------------------------------- | ----------------------- |
| Angelo Peruzzi | Laurent Blanc Roberto Carlos Fernando Hierro Gary Neville | Alessandro Del Piero Luís Figo Fernando Redondo Zinédine Zidane | Ronaldo Christian Vieri |

### 1998/99
| Bramkarz   | Obrońcy                                                | Pomocnicy                                                | Napastnicy                      |
| ---------- | ------------------------------------------------------ | -------------------------------------------------------- | ------------------------------- |
| Carlos Roa | Laurent Blanc Bixente Lizarazu Jaap Stam Lilian Thuram | David Beckham Stefan Effenberg Siniša Mihajlović Rivaldo | Gabriel Batistuta Raúl González |

### 1999/00
| Bramkarz    | Obrońcy                                                        | Pomocnicy                                        | Napastnicy                      |
| ----------- | -------------------------------------------------------------- | ------------------------------------------------ | ------------------------------- |
| Oliver Kahn | Jocelyn Angloma Roberto Carlos Paolo Maldini Siniša Mihajlović | Luís Figo Roy Keane Rivaldo Juan Sebastián Verón | Raúl González Andrij Szewczenko |

### 2000/01
| Bramkarz    | Obrońcy                                                     | Pomocnicy                                                  | Napastnicy                 |
| ----------- | ----------------------------------------------------------- | ---------------------------------------------------------- | -------------------------- |
| Oliver Kahn | Jocelyn Angloma Roberto Carlos Sami Hyypiä Alessandro Nesta | Gaizka Mendieta Pavel Nedvěd Mehmet Scholl Francesco Totti | Hernán Crespo Michael Owen |

### 2001/02
| Bramkarz        | Obrońcy                                         | Pomocnicy                                                      | Napastnicy                          |
| --------------- | ----------------------------------------------- | -------------------------------------------------------------- | ----------------------------------- |
| Francesco Toldo | Roberto Carlos Lúcio Carles Puyol Walter Samuel | Michael Ballack Rubén Baraja Fredrik Ljungberg Zinédine Zidane | Ruud van Nistelrooy Christian Vieri |

### 2002/03
| Bramkarz         | Obrońcy                                                    | Pomocnicy                                   | Napastnicy                               |
| ---------------- | ---------------------------------------------------------- | ------------------------------------------- | ---------------------------------------- |
| Gianluigi Buffon | Paolo Maldini Carles Puyol Lilian Thuram Daniel Van Buyten | Roberto Carlos Pavel Nedvěd Zinédine Zidane | Mateja Kežman Roy Makaay Christian Vieri |

### 2003/04
| Bramkarz        | Obrońcy                                                   | Pomocnicy                                                | Napastnicy                      |
| --------------- | --------------------------------------------------------- | -------------------------------------------------------- | ------------------------------- |
| Timo Hildebrand | Roberto Ayala Roberto Carlos Paulo Ferreira Walter Samuel | Ludovic Giuly Ronaldinho Francesco Totti Zinédine Zidane | Thierry Henry Andrij Szewczenko |

### 2004/05
| Bramkarz  | Obrońcy                                 | Pomocnicy                                     | Napastnicy                                     |
| --------- | --------------------------------------- | --------------------------------------------- | ---------------------------------------------- |
| Petr Čech | Fabio Cannavaro Carles Puyol John Terry | Deco Frank Lampard Ronaldinho Mark van Bommel | Samuel Eto’o Arjen Robben Alessandro Del Piero |

### 2005/06
| Bramkarz  | Obrońcy                 | Pomocnicy                                                       | Napastnicy                          |
| --------- | ----------------------- | --------------------------------------------------------------- | ----------------------------------- |
| Petr Čech | Cris Lúcio Carles Puyol | Esteban Cambiasso Juninho Pernambucano Frank Lampard Ronaldinho | Samuel Eto’o Lionel Messi Luca Toni |

### 2006/07
| Bramkarz       | Obrońcy                                  | Pomocnicy                                                              | Napastnicy                                        |
| -------------- | ---------------------------------------- | ---------------------------------------------------------------------- | ------------------------------------------------- |
| Grégory Coupet | Dani Alves Marco Materazzi Nemanja Vidić | Cristiano Ronaldo Juninho Pernambucano Dejan Stanković Francesco Totti | Didier Drogba Zlatan Ibrahimović Frédéric Kanouté |

### 2007/08
| Bramkarz      | Obrońcy                                                     | Pomocnicy                                     | Napastnicy                                      |
| ------------- | ----------------------------------------------------------- | --------------------------------------------- | ----------------------------------------------- |
| Iker Casillas | Sergio Ramos Christian Panucci Rio Ferdinand William Gallas | Cristiano Ronaldo Cesc Fàbregas Franck Ribéry | Lionel Messi Zlatan Ibrahimović Fernando Torres |

### 2008/09
| Bramkarz          | Obrońcy                                    | Pomocnicy                        | Napastnicy                          |
| ----------------- | ------------------------------------------ | -------------------------------- | ----------------------------------- |
| Edwin van der Sar | Dani Alves John Terry Nemanja Vidić Maicon | Steven Gerrard Xavi Lionel Messi | Vedad Ibišević Grafite Samuel Eto’o |

### 2009/10
| Bramkarz    | Obrońcy                 | Pomocnicy                                              | Napastnicy                             |
| ----------- | ----------------------- | ------------------------------------------------------ | -------------------------------------- |
| Júlio César | John Terry Maicon Lúcio | Dani Alves Cesc Fàbregas Frank Lampard Wesley Sneijder | Lionel Messi Arjen Robben Wayne Rooney |

### 2010/11
| Bramkarz      | Obrońcy                                            | Pomocnicy                      | Napastnicy                                  |
| ------------- | -------------------------------------------------- | ------------------------------ | ------------------------------------------- |
| Víctor Valdés | Dani Alves Mats Hummels Nemanja Vidić Gerard Piqué | Xavi Andrés Iniesta Nuri Şahin | Lionel Messi Cristiano Ronaldo Samuel Eto'o |

### 2011/12
| Bramkarz     | Obrońcy                                              | Pomocnicy                       | Napastnicy                                      |
| ------------ | ---------------------------------------------------- | ------------------------------- | ----------------------------------------------- |
| Manuel Neuer | Vincent Kompany Dani Alves Sergio Ramos Mats Hummels | Xavi Shinji Kagawa Andrea Pirlo | Lionel Messi Cristiano Ronaldo Robin van Persie |

### 2012/13
| Bramkarz     | Obrońcy                              | Pomocnicy                                           | Napastnicy                                                    |
| ------------ | ------------------------------------ | --------------------------------------------------- | ------------------------------------------------------------- |
| Manuel Neuer | Philipp Lahm Dante Giorgio Chiellini | Bastian Schweinsteiger Thomas Müller İlkay Gündoğan | Gareth Bale Lionel Messi Zlatan Ibrahimović Cristiano Ronaldo |

### 2013/14
| Bramkarz         | Obrońcy                                     | Pomocnicy                            | Napastnicy                                       |
| ---------------- | ------------------------------------------- | ------------------------------------ | ------------------------------------------------ |
| Thibaut Courtois | Gerard Piqué Pepe Medhi Benatia David Alaba | Philipp Lahm Yaya Touré Arturo Vidal | Cristiano Ronaldo Luis Suárez Zlatan Ibrahimović |

### 2014/15
| Bramkarz     | Obrońcy                                                        | Pomocnicy                              | Napastnicy                                 |
| ------------ | -------------------------------------------------------------- | -------------------------------------- | ------------------------------------------ |
| Manuel Neuer | Branislav Ivanović Sergio Ramos Giorgio Chiellini Gerard Piqué | Arjen Robben Eden Hazard Cesc Fàbregas | Lionel Messi Cristiano Ronaldo Luis Suárez |

### 2015/16
| Bramkarz     | Obrońcy                                      | Pomocnicy                              | Napastnicy                               |
| ------------ | -------------------------------------------- | -------------------------------------- | ---------------------------------------- |
| Keylor Navas | Marcelo Diego Godín Gerard Piqué Filipe Luís | Paul Pogba Ángel Di María N'Golo Kanté | Luis Suárez Gonzalo Higuaín Lionel Messi |

### 2016/17
| Bramkarz         | Obrońcy                                          | Pomocnicy                                  | Napastnicy                                    |
| ---------------- | ------------------------------------------------ | ------------------------------------------ | --------------------------------------------- |
| Gianluigi Buffon | Marcelo Sergio Ramos David Luiz Leonardo Bonucci | N'Golo Kanté Thiago Alcântara Paulo Dybala | Cristiano Ronaldo Lionel Messi Edinson Cavani |

### 2017/18
| Bramkarz              | Obrońcy                                                     | Pomocnicy                                  | Napastnicy                        |
| --------------------- | ----------------------------------------------------------- | ------------------------------------------ | --------------------------------- |
| Marc-André ter Stegen | Giorgio Chiellini Samuel Umtiti Nicolás Otamendi Jordi Alba | Andrés Iniesta Kevin De Bruyne David Silva | Mohamed Salah Lionel Messi Neymar |

### 2018/19
| Bramkarz              | Obrońcy                                                | Pomocnicy                         | Napastnicy                                |
| --------------------- | ------------------------------------------------------ | --------------------------------- | ----------------------------------------- |
| Marc-André ter Stegen | Joshua Kimmich Virgil van Dijk Gerard Piqué Jordi Alba | Eden Hazard Paul Pogba Marco Reus | Lionel Messi Sadio Mané Cristiano Ronaldo |

### 2019/20
| Bramkarz              | Obrońcy                                                                 | Pomocnicy                                       | Napastnicy                                     |
| --------------------- | ----------------------------------------------------------------------- | ----------------------------------------------- | ---------------------------------------------- |
| Marc-André ter Stegen | Trent Alexander-Arnold Virgil van Dijk Dayot Upamecano Andrew Robertson | Kevin De Bruyne Jordan Henderson Ángel Di María | Lionel Messi Robert Lewandowski Erling Haaland |

### 2020/21
| Bramkarz  | Obrońcy                                           | Pomocnicy                                      | Napastnicy                                    |
| --------- | ------------------------------------------------- | ---------------------------------------------- | --------------------------------------------- |
| Jan Oblak | Achraf Hakimi Rúben Dias John Stones João Cancelo | Kevin De Bruyne İlkay Gündoğan Bruno Fernandes | Lionel Messi Robert Lewandowski Karim Benzema |

### 2021/22
| Bramkarz         | Obrońcy                                                             | Pomocnicy                                  | Napastnicy                                     |
| ---------------- | ------------------------------------------------------------------- | ------------------------------------------ | ---------------------------------------------- |
| Thibaut Courtois | Trent Alexander-Arnold Virgil van Dijk Antonio Rüdiger João Cancelo | Kevin De Bruyne Luka Modrić Bernardo Silva | Mohamed Salah Robert Lewandowski Karim Benzema |

### 2022/23
| Bramkarz              | Obrońcy                                                     | Pomocnicy                       | Napastnicy                                               |
| --------------------- | ----------------------------------------------------------- | ------------------------------- | -------------------------------------------------------- |
| Marc-André ter Stegen | Giovanni Di Lorenzo Éder Militão Kim Min-jae Theo Hernández | Martin Ødegaard Kevin De Bruyne | Lionel Messi Victor Osimhen Erling Haaland Kylian Mbappé |

### 2023/24
| Bramkarz    | Obrońcy                                                     | Pomocnicy                                     | Napastnicy                                |
| ----------- | ----------------------------------------------------------- | --------------------------------------------- | ----------------------------------------- |
| Yann Sommer | Álex Grimaldo Virgil van Dijk Antonio Rüdiger Dani Carvajal | Vinícius Júnior Jude Bellingham Florian Wirtz | Harry Kane Kylian Mbappé Lautaro Martínez |

## Według piłkarzy
| Zawodnik              | Ilość |
| --------------------- | ----- |
| Lionel Messi          | 15    |
| Cristiano Ronaldo     | 9     |
| Roberto Carlos        | 7     |
| Dani Alves            | 5     |
| Gerard Piqué          | 5     |
| Kevin De Bruyne       | 5     |
| Paolo Maldini         | 4     |
| Zinedine Zidane       | 4     |
| Carles Puyol          | 4     |
| Samuel Eto'o          | 4     |
| Zlatan Ibrahimović    | 4     |
| Sergio Ramos          | 4     |
| Marc-André ter Stegen | 4     |
| Virgil van Dijk       | 4     |
| Alessandro Del Piero  | 3     |
| Laurent Blanc         | 3     |
| Raúl                  | 3     |
| Jocelyn Angloma       | 3     |
| Christian Vieri       | 3     |
| Andrij Szewczenko     | 3     |
| Francesco Totti       | 3     |
| Lúcio                 | 3     |
| Ronaldinho            | 3     |
| Frank Lampard         | 3     |
| John Terry            | 3     |
| Arjen Robben          | 3     |
| Nemanja Vidić         | 3     |
| Cesc Fàbregas         | 3     |
| Xavi                  | 3     |
| Manuel Neuer          | 3     |
| Giorgio Chiellini     | 3     |
| Luis Suárez           | 3     |
| Robert Lewandowski    | 3     |